# MirOS
MirOS BSD – zarzucony wolny system operacyjny z rodziny BSD Unix, oparty głównie na OpenBSD, zawierający w swoim kodzie także elementy innych systemów BSD: FreeBSD, NetBSD oraz MicroBSD. Można go uruchomić na maszynach opartych na architekturze x86 oraz SPARC.

## Wersje
- MirOS #9semel (stabilna, x86) - wydana 25.06.2006
- MirOS #8semel (stabilna, x86) - wydana 23.12.2005
- MirOS #7quater (stabilna, sparc) - wydana w 2003 roku